# 30 października
30 października jest 303. (w latach przestępnych 304.) dniem w kalendarzu gregoriańskim. Do końca roku pozostaje 62 dni.

## Święta
- Imieniny obchodzą: Anioł, Benwenuta, Edmund, Eutropia, Gerard, German, Julian, Klaudiusz, Liberat, Makary, Maksym, Marceli, Marcjan, Przemysław, Saturnin, Serapion, Sęczygniew, Sulimir, Zenobia
- Polska – Dzień Spódnicy, Dzień Kobiecości[1] (ang. National Skirt Day [NSD], 10 marca)[2]
- Rosja – Dzień Pamięci Ofiar Represji Politycznych (od 1991)[3]
- Wspomnienia i święta w Kościele katolickim[4][5] obchodzą:
  - bł. Anioł z Acri (kapucyn)
  - św. Benwenuta Bojani (tercjarka dominikańska)
  - bł. Liberat z Loro Piceno (pustelnik)
  - św. Marceli z Tangeru (męczennik)
  - św. Marcjan z Syrakuz (biskup i męczennik)
  - św. Saturnin z Cagliari (męczennik)

## Wydarzenia w Polsce
- 1794 – Utworzono generał-gubernatorstwo litewskie.
- 1806 – IV koalicja antyfrancuska: wojska napoleońskie zajęły pruską twierdzę Szczecin.
- 1810 – Król Prus Fryderyk Wilhelm III wydał edykt likwidujący 56 klasztorów męskich i 13 żeńskich na terenie Śląska.
- 1813 – Gen. Jan Henryk Dąbrowski został naczelnym wodzem wojsk polskich Księstwa Warszawskiego.
- 1845 – Otwarto synagogę w Ziębicach.
- 1873 – Ksiądz i pszczelarz Jan Dzierżoń został ekskomunikowany za krytykowanie dogmatu o nieomylności papieża.
- 1887 – Otwarto odcinek Kolei Galicyjskiej Dębica-Nadbrzezie.
- 1900 – Otwarto dworzec Gdańsk Główny.
- 1904 – Odsłonięto kolumnę Adama Mickiewicza we Lwowie.
- 1919 – Założono Aeroklub Polski w Poznaniu.
- 1928 – Założono Jacht Klub Morski „Gryf” w Gdyni.
- 1935 – Rozwiązano Bezpartyjny Blok Współpracy z Rządem (BBWR).
- 1944 – PKWN wydał dekret o ochronie państwa.
- 1950 – Przeprowadzono wymianę pieniędzy w stosunku 1 nowy złoty=100 starych złotych.
- 1951 – Założono Polską Akademię Nauk.
- 1954 – Utworzono parki narodowe: Babiogórski, Tatrzański i Pieniński.
- 1955 – Została poświęcona Archikatedra Chrystusa Króla w Katowicach.
- 1957 – Uruchomiono pierwszy blok w Elektrowni Blachownia.
- 1966 – Zakończył się rejs jachtem „Śmiały” dookoła Ameryki Południowej.
- 1976 – W Stoczni Gdynia uruchomiono drugi suchy dok.
- 1979 – 22 górników zginęło w pożarze w KWK „Silesia” w Czechowicach-Dziedzicach.
- 1983 – Dokonano oblotu motoszybowca J-5 Marco.
- 1984 – Ze zbiornika na Wiśle pod Włocławkiem wyłowiono ciało zamordowanego ks. Jerzego Popiełuszki.
- 1985 – Opuszczono banderę na łodzi podwodnej ORP „Kondor“.
- 1989 – Premiera filmu 300 mil do nieba w reżyserii Macieja Dejczera.
- 1998 – Zakończono wydobycie w KWK „Morcinek” w Kaczycach na Śląsku Cieszyńskim.
- 2008 – Grzegorz Lato został wybrany na prezesa PZPN.

## Wydarzenia na świecie
- 553 – Wojna Bizancjum z Ostrogotami: zwycięstwo wojsk bizantyjskich w bitwie pod Mons Lactarius.
- 701 – Jan VI został papieżem.
- 942 – Maryn II został papieżem.
- 1270 – Zakończyła się siódma i ostatnia wyprawa krzyżowa.
- 1340 – Rekonkwista: wojska kastylijskie i portugalskie pokonały Maurów w bitwie nad rzeką Salado.
- 1470 – Henryk VI Lancaster powrócił na tron angielski.
- 1485 – Henryk VII Tudor koronował się na króla Anglii.
- 1500 – Król Portugalii Manuel I Szczęśliwy poślubił w Alcácer do Sal swoją drugą żonę Marię Aragońską.
- 1501 – Cezar Borgia, syn papieża Aleksandra VI, urządził w swym apartamencie w Pałacu Apostolskim w Rzymie orgię znaną jako „Balet Kasztanów”.
- 1536 – Na mocy dekretu króla Chrystiana III Oldenburga luteranizm został religią państwową w Danii.
- 1595 – III wojna austriacko-turecka: zwycięstwo wojsk ligi antytureckiej w bitwie pod Giurgiu.
- 1611 – Gustaw II Adolf został królem Szwecji.
- 1697 – Cesarstwo Niemieckie podpisało traktat z Rijswijk kończący wojnę Francji z Ligą Augsburską.
- 1724 – Uruchomiono ulatarnię morską Casquets w archipelagu Wysp Normandzkich.
- 1757 – Mustafa III został sułtanem Imperium Osmańskiego.
- 1759 – Około 2 tys. osób zginęło w trzęsieniu ziemi na Bliskim Wschodzie.
- 1763 – Powstanie Pontiaka: zakończyło się nieudane indiańskie oblężenie Fort Detroit.
- 1793 – Francuski Trybunał Rewolucyjny skazał na karę śmierci 22 deputowanych Konwentu Narodowego ze stronnictwa żyrondystów.
- 1805 – III koalicja antyfrancuska: rozpoczęła się bitwa pod Caldiero.
- 1811 – Niemiec Friedrich Koenig opatentował pierwszą cylindryczną maszynę drukarską.
- 1816 – Wilhelm I został królem Wirtembergii.
- 1822 – Franz Schubert rozpoczął w Wiedniu pracę nad VIII Symfonią h-moll „Niedokończoną”.
- 1831 – W Wirginii został ujęty Nat Turner, przywódca największego powstania niewolników w historii stanów południowych.
- 1848 – Powstanie węgierskie: zwycięstwo wojsk austriackich w bitwie pod Schwechat.
- 1849 – W Paryżu odbył się pogrzeb Fryderyka Chopina.
- 1853 – Papież Pius IX beatyfikował Andrzeja Bobolę.
- 1860 – Oddano do użytku nowy gmach luksemburskiej Izby Deputowanych.
- 1863 – Frederick Whitaker został premierem Nowej Zelandii.
- 1864:
  - W Wiedniu zawarto traktat pokojowy kończący wojnę duńską.
  - Założono miasto Helena w Montanie (jako Crabtown).
- 1870 – Wojna francusko-pruska: wojska pruskie zdobyły Dijon.
- 1880 – Tegucigalpa została stolicą Hondurasu.
- 1883 – Rumunia zawarła układ sojuszniczy z tzw. Trójprzymierzem (Austro-Węgry, Niemcy, Włochy).
- 1888 – Amerykanin John Loud opatentował pióro kulkowe.
- 1889 – Książę Monako Albert I Grimaldi poślubił w Paryżu Alicję Heine.
- 1902 – Papież Leon XIII powołał Papieską Komisję Biblijną.
- 1905 – Cesarz Mikołaj II Romanow nadał pierwszą rosyjską konstytucję i powołał Dumę Państwową.
- 1908 – W Atenach wyjechał na trasę pierwszy tramwaj elektryczny.
- 1918 – I wojna światowa:
  - Jemen proklamował niepodległość (od Turcji).
  - Słowacka Rada Narodowa ogłosiła Deklarację martińską, zgłaszającą akces do utworzenia wspólnego państwa z Czechami.
  - W Mudros podpisano zawieszenie broni między Turcją a państwami alianckimi.
  - Zwycięstwo wojsk włoskich nad austriackimi w bitwie pod Veneto.
- 1919 – W dzienniku „Biełaruś” został opublikowany wiersz Makara Krawcowa Wyjdziemy zwartymi szeregami. Po skomponowaniu do niego muzyki przez Uładzimira Terauskiego utwór ustanowiono hymnem narodowym Białoruskiej Republiki Ludowej.
- 1920:
  - Wojna armeńsko-turecka: zwycięstwo wojsk tureckich w bitwie pod Karsem.
  - Została założona Komunistyczna Partia Australii (CPA).
- 1921 – Oficjalne otwarto Białoruski Uniwersytet Państwowy w Mińsku.
- 1925:
  - Brytyjczyk John Logie Baird skonstruował pierwszy przekaźnik telewizyjny.
  - W Wiedniu odbyła się premiera operetki Paganini Franza Lehára.
- 1932 – Arturo Alessandri (prezydent kraju w latach 1920-24) wygrał po raz drugi wybory prezydenckie w Chile.
- 1938 – Stacja CBS wyemitowała słuchowisko Orsona Wellesa Wojna światów, które wywołało masową panikę wśród mieszkańców New Jersey, będących przekonanymi o rozpoczęciu inwazji Marsjan.
- 1940:
  - Bitwa o Atlantyk: niemiecki okręt podwodny U-32 został zatopiony na północny wschód od Irlandii przez brytyjskie niszczyciele HMS „Harvester” i HMS „Highlander”(inne języki). Zginęło 9 członków załogi, uratowano 33.
  - Ukazało się ostatnie wydanie polonijnego tygodnika „Gazeta Katolicka w Kanadzie”.
- 1941:
  - Bitwa o Atlantyk: płynący w eskorcie konwoju HX-156 niszczyciel USS „Reuben James” został storpedowany i zatopiony przez niemiecki okręt podwodny U-552, w wyniku czego zginęło 115 ze 159 członków załogi.
  - Działając na podstawie Lend-Lease Act prezydent USA Franklin Delano Roosevelt zaaprobował pomoc wojskową dla Wielkiej Brytanii w wysokości miliarda dolarów.
  - Front wschodni: wojska niemieckie i rumuńskie rozpoczęły oblężenie Sewastopola.
- 1942 – Bitwa o Atlantyk: u wybrzeży Nowej Fundlandii kanadyjskie samoloty zatopiły bombami głębinowymi niemieckie okręty podwodne U-520 (53 ofiary) i U-658 (48 ofiar).
- 1943 – ZSRR, USA, Wielka Brytania i Chiny podpisały tzw. Deklarację Moskiewską.
- 1944 – Jozef Tiso, prezydent Republiki Słowackiej odprawił w Bańskiej Bystrzycy mszę dziękczynną z okazji zdławienia powstania.
- 1947 – W Genewie podpisano Układ w Sprawie Taryf Celnych i Handlu (GATT).
- 1950 – Erik Eriksen został premierem Danii.
- 1957 – Radziecki śmigłowiec Mi-6 ustanowił rekord świata w udźwigu ładunku (12 000 kg na wysokość 2432 m).
- 1961 – Na radzieckim archipelagu Nowa Ziemia zdetonowano najpotężniejszą dotychczas bombę termojądrową – tzw. Car Bombę.

- 1963:

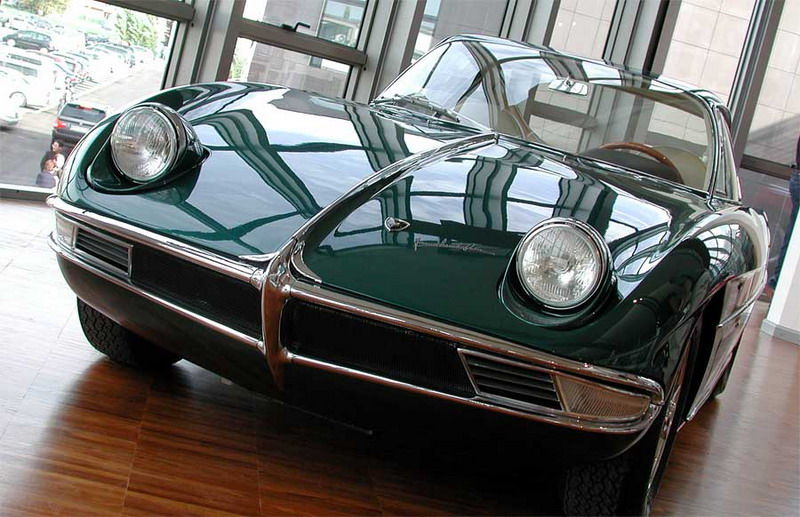
Pierwszy model Lamborghini – 350 GTV

  - W stolicy Mali Bamako podpisano porozumienie kończące niewypowiedzianą algiersko-marokańską wojnę graniczną.
  - Założono włoską firmę motoryzacyjną Lamborghini.
- 1968:
  - Premiera francuskiej komedii filmowej Żandarm się żeni w reżyserii Jeana Girault.
  - Zakończyła się załogowa misja kosmiczna Sojuz 3.
- 1969 – Gen. Emílio Garrastazu Médici został prezydentem Brazylii.
- 1970 – Ukazał się album Eltona Johna Tumbleweed Connection.
- 1971 – 89 osób zginęło, a 76 zostało rannych w wyniku przerwania tamy na zbiorniku odpadów poflotacyjnych przy kopalni złota w miejscowości Certeju de Sus w zachodniej Rumunii.
- 1972:
  - 45 osób zginęło, a 332 zostały ranne w zderzeniu dwóch pociągów w Chicago.
  - Mieszkający w Berlinie Zachodnim 8-letni Turek Cengaver Katrancı podczas karmienia łabędzi wpadł do granicznej rzeki Sprewa i utonął nie doczekawszy pomocy. Ze względu na okoliczności śmierci jest uważany za jedną z ofiar Muru Berlińskiego.
- 1973 – W Stambule otwarto Most Bosforski.
- 1974 – W Kinszasie Muhammad Ali zdobył tytuł mistrza świata wagi ciężkiej w boksie po zwycięstwie nad George’em Foremanem, w pojedynku znanym jako „Rumble in the jungle” („dudnienie w dżungli”).
- 1975:
  - 75 osób zginęło, a 45 zostało rannych pod Pragą w katastrofie jugosłowiańskiego samolotu McDonnell Douglas DC-9 z wracającymi do kraju czechosłowackimi turystami.
  - Brytyjski seryjny morderca Peter Sutcliffe („Rozpruwacz z Yorkshire”) zamordował w Leeds swoją pierwszą ofiarę.
  - Z powodu ciężkiej choroby dyktatora Hiszpanii Francisco Franco p.o. głowy państwa został przyszły król Jan Karol I Burbon.
- 1978:
  - Premiera brytyjskiego filmu kryminalnego Śmierć na Nilu w reżyserii Johna Guillermina.
  - Wybuchła wojna ugandyjsko-tanzańska.
- 1980 – Salwador i Honduras podpisały traktat pokojowy kończący trwający od 1969 roku spór graniczny (tzw. wojnę futbolową).
- 1981 – W kierunku Wenus została wystrzelona radziecka sonda Wenera 13.
- 1983 – W Argentynie po 7 latach rządów junty wojskowej przeprowadzono pierwsze demokratyczne wybory generalne.
- 1985 – Rozpoczęła się misja STS-61-A wahadłowca Challenger.
- 1989:
  - Na Cyprze Północnym założono lewicową Nową Partię Cypryjską.
  - Socjaliści premiera Felipe Gonzáleza wygrali wybory parlamentarne w Hiszpanii.
- 1992 – Japońsko-chińska ekspedycja dokonała pierwszego wejścia na szczyt siedmiotysięcznika Namcze Barwa w Himalajach.
- 1993 – 7 osób zginęło w napadzie Bojowników o Wolność Ulsteru na przyjęcie halloweenowe w barze w Greysteel w Irlandii Północnej.
- 1995 – Separatyści z Quebecu minimalnie przegrali referendum w sprawie oderwania prowincji od Kanady.
- 1997 – Mary McAleese wygrała wybory prezydenckie w Irlandii.
- 1998:
  - Mikuláš Dzurinda został premierem Słowacji.
  - Premiera rosyjsko-francusko-czesko-węgierskiego melodramatu Cyrulik syberyjski w reżyserii Nikity Michałkowa.
- 1999 – Po 24 latach okupacji ostatni indonezyjscy żołnierze opuścili Timor Wschodni.
- 2000 – W Tadżykistanie wprowadzono nową walutę narodową somoni.
- 2001 – Michael Jackson wydał swój dziesiąty album Invicible.
- 2002 – Rozpoczęła się załogowa misja kosmiczna Sojuz TMA-1.
- 2005 – W Dreźnie ponownie poświęcono kościół Marii Panny, odbudowany po zniszczeniu w czasie bombardowania w 1945 roku.
- 2006:
  - Ewart Brown został premierem Bermudów.
  - Północną i środkową Europę zaatakował orkan Britta.
- 2008:
  - 19 osób zostało rannych w przeprowadzonym przez baskijską separatystyczną organizację ETA zamachu bombowym na terenie kampusu studenckiego Uniwersytetu Nawarry w Pampelunie.
  - Co najmniej 84 osoby zginęły, a ponad 350 zostało rannych w serii zamachów bombowych w indyjskim stanie Asam.
  - Rupiah Banda wygrał wybory prezydenckie w Zambii.
  - Zamknięto Port lotniczy Berlin-Tempelhof.
- 2010 – Amerykanka Alexandria Mills zdobyła w chińskim kurorcie Sanya tytuł Miss World 2010.
- 2011:
  - Ałmazbek Atambajew wygrał w I turze wybory prezydenckie w Kirgistanie.
  - Rosen Plewneliew wygrał w II turze wybory prezydenckie w Bułgarii.
- 2013 – 45 osób zginęło w wyniku eksplozji zbiornika paliwowego autobusu w miejscowości Kothakota w indyjskim stanie Telangana.
- 2015:
  - 64 osoby zginęły, a 147 odniosło obrażenia w pożarze klubu nocnego w Bukareszcie.
  - Gheorghe Brega został p.o. premiera Mołdawii.
- 2016:
  - W Mołdawii odbyła się pierwsza tura wyborów prezydenckich. Do drugiej tury przeszli: późniejszy zwycięzca Igor Dodon i Maia Sandu.
  - W środkowej części Włoch, ok. 6 km na północ od miejscowości Norcia wystąpiło trzęsienie ziemi, w wyniku którego rannych zostało ok. 20 osób, a ok. 25 tys. zostało bez dachu nad głową.
- 2017 – Oddano do użytku linię kolejową Baku-Tbilisi-Kars.
- 2018:
  - Jedyny rosyjski lotniskowiec „Admirał Fłota Sowietskogo Sojuza Kuzniecow” został poważnie uszkodzony w wyniku zatonięcia doku pływającego w stoczni remontowej w Murmańsku.
  - Po wyczerpaniu całego zapasu paliwa zakończyła się misja amerykańskiego Kosmicznego Teleskopu Keplera, umieszczonego na orbicie okołosłonecznej w 2009 roku.
- 2022 – 135 osób zginęło, a ponad 180 odniosło obrażenia w wyniku runięcia mostu na rzece Manchhu w Morbi w indyjskim stanie Gudźarat.
- 2023 – David Adeang został prezydentem Nauru.

## Urodzili się
- 1218 – Chūkyō, cesarz Japonii (zm. 1234)
- 1447 – Łukasz Watzenrode, polski duchowny katolicki, biskup warmiński, dyplomata (zm. 1512)
- 1513 – Jacques Amyot, francuski duchowny katolicki, biskup Auxerre, pisarz, tłumacz (zm. 1593)
- 1530 – Charles d’Angennes de Rambouillet, francuski duchowny katolicki, biskup Le Mans, kardynał, dyplomata (zm. 1587)
- 1532 – Jurij Uglicki, rosyjski książę (zm. 1563)
- 1558 – Jacques Nompar de Caumont, francuski polityk, dowódca wojskowy, marszałek Francji (zm. 1652)
- 1597 – Henri Arnauld, francuski duchowny katolicki, biskup Angers (zm. 1692)
- 1624 – Paul Pellisson, francuski pisarz (zm. 1693)
- 1668 – Zofia Charlotta, królowa Prus (zm. 1705)
- 1676 – Teofil z Corte, włoski franciszkanin, teolog, święty (zm. 1740)
- 1712:
  - Giovanni Pietro Francesco Agius de Soldanis, maltański duchowny katolicki, lingwista, historyk (zm. 1770)
  - Christian Wilhelm Ernst Dietrich, niemiecki malarz, grafik (zm. 1774)
- 1719 – Lazzaro Opizio Pallavicini, włoski kardynał (zm. 1785)
- 1728 – Marcin Poczobutt-Odlanicki, polski jezuita, astronom, matematyk, poeta (zm. 1810)
- 1732 – Leopold z Gaiche, włoski franciszkanin, błogosławiony (zm. 1815)
- 1735 – John Adams, amerykański polityk, dyplomata, wiceprezydent i prezydent USA (zm. 1826)
- 1738 – Jan Maria du Lau, francuski duchowny katolicki, arcybiskup Arles, męczennik, błogosławiony (zm. 1792)
- 1741 – Angelika Kauffmann, szwajcarska malarka (zm. 1807)
- 1748 – John Barker Church, brytyjski przedsiębiorca, polityk (zm. 1818)
- 1751 – Richard Brinsley Sheridan, irlandzki prozaik, poeta, dramaturg, polityk (zm. 1816)
- 1761 – Sarah Ewing Hall, amerykańska poetka (zm. 1830)
- 1762 – André de Chénier, francuski poeta (zm. 1794)
- 1763 – Heinrich Cotta, niemiecki leśnik (zm. 1844)
- 1768 – Teofil Wolicki, polski duchowny katolicki, arcybiskup poznańsko-gnieźnieński i prymas Polski (zm. 1829)
- 1773 – Hugh L. White, amerykański prawnik, polityk, senator (zm. 1840)
- 1782 – Wawrzyniec Maria od św. Franciszka Ksawerego, włoski pasjonista, błogosławiony (zm. 1856)
- 1785 – Hermann von Pückler-Muskau, niemiecki arystokrata, ogrodnik, pisarz, podróżnik (zm. 1871)
- 1787 – Loius-Jacques-Maurice de Bonald, francuski duchowny katolicki, arcybiskup Lyonu, kardynał (zm. 1870)
- 1789 – Luiza Charlotta Oldenburg, księżniczka duńska (zm. 1864)
- 1790 – Karol Lipiński, polski skrzypek, kompozytor (zm. 1861)
- 1791 – Bartolomeo Bizio, włoski farmaceuta, mikrobiolog (zm. 1862)
- 1797 – Henrietta Nassau-Weilburg, arcyksiężna austriacka (zm. 1829)
- 1803 – Friedrich Wimmer, niemiecki botanik, filolog klasyczny, pedagog (zm. 1868)
- 1804 – Karol II, książę Brunszwiku-Lüneburga, książę oleśnicki (zm. 1873)
- 1806:
  - Karol Królikowski, polski księgarz, drukarz, mistyk, pisarz polityczny, uczestnik powstania listopadowego, emigrant (zm. 1871)
  - Stiepan Szewyriow, rosyjski poeta, literaturoznawca, wykładowca akademicki (zm. 1864)
- 1807 – James S. Wadsworth, amerykański generał, polityk (zm. 1864)
- 1808 – Karol Teliga, polski duchowny katolicki, teolog, profesor i rektor Uniwersytetu Jagiellońskiego (zm. 1884)
- 1813 – Johann Felsko, łotewski architekt pochodzenia niemieckiego (zm. 1902)
- 1815 – (lub 31 października) Andrew Jackson Downing, amerykański architekt, projektant ogrodów (zm. 1852)
- 1818 – Nikołaj Kryżanowski, rosyjski generał-adiutant (zm. 1888)
- 1820 – Peter Funder, austriacki duchowny katolicki, biskup Gurk (zm. 1886)
- 1823:
  - Gabriel Davioud, francuski architekt (zm. 1881)
  - Karl von Stremayr, austriacki prawnik, polityk, premier Austrii (zm. 1904)
- 1828 – Henry James, brytyjski arystokrata, prawnik, polityk (zm. 1911)
- 1829 – Roscoe Conkling, amerykański polityk, senator (zm. 1888)
- 1833 – Humbert Krasiński, polski lekarz, publicysta (zm. 1890)
- 1835 – Cyprian Godebski, polski rzeźbiarz (zm. 1909)
- 1836 – Camillo Boito, włoski architekt, inżynier, krytyk i historyk sztuki, pisarz (zm. 1914)
- 1839:
  - Ludwig Kirn, niemiecki psychiatra (zm. 1899)
  - Alfred Sisley, francuski malarz pochodzenia brytyjskiego (zm. 1899)
- 1840:
  - Paul von Borcke, niemiecki posiadacz ziemski, polityk (zm. 1893)
  - William Graham Sumner, amerykański socjolog, wykładowca akademicki (zm. 1910)
- 1843 – Mitrofan Popow, rosyjski astronom (zm. 1905)
- 1845:
  - Carl Anton Ewald, niemiecki gastroenterolog (zm. 1915)
  - Antonin Mercié, francuski malarz, rzeźbiarz (zm. 1916)
- 1849:
  - Stefan Kossuth, polski inżynier włókiennik, dziennikarz (zm. 1919)
  - Kanehiro Takaki, japoński lekarz marynarki wojennej (zm. 1920)
- 1852 – Edmund Krzymuski, polski prawnik (zm. 1928)
- 1853 – Louise Abbéma, francuska malarka, rzeźbiarka (zm. 1927)
- 1854 – Franz Rohr von Denta, austro-węgierski feldmarszałek (zm. 1927)
- 1855:
  - William Grenfell, brytyjski szpadzista, polityk (zm. 1945)
  - Nikołaj Rajew, rosyjski polityk (zm. 1919)
- 1856 – Alfred von Domaszewski, austriacki historyk, wykładowca akademicki (zm. 1927)
- 1857:
  - Georges Gilles de la Tourette, francuski neurolog (zm. 1904)
  - Charles Spencer, brytyjski arystokrata, polityk (zm. 1922)
- 1858 – Duiliu Zamfirescu, rumuński pisarz (zm. 1922)
- 1859 – Karl Stürgkh, austriacki hrabia, polityk, premier Austrii (zm. 1916)
- 1860:
  - Jenő Jendrassik, węgierski malarz (zm. 1919)
  - Michaił Prozorow, rosyjski architekt (zm. po 1914)
- 1861:
  - Antoine Bourdelle, francuski rzeźbiarz (zm. 1929)
  - Hubert Bourdot, francuski duchowny katolicki, mykolog (zm. 1937)
- 1863:
  - Charles Joseph Dupont, francuski generał brygady (zm. 1935)
  - Czesław Knapczyński, polski aktor, komik, reżyser teatralny (zm. 1927)
  - Marianne Plehn, niemiecka biolog, zoolog, weterynarz, wykładowczyni akademicka (zm. 1946)
- 1869 – Edmund Dalbor, polski duchowny katolicki, arcybiskup poznańsko-gnieźnieński i prymas Polski, kardynał (zm. 1926)
- 1870 – Franciszek Lilpop, polski architekt (zm. 1937)
- 1871 – Paul Valéry, francuski poeta, eseista (zm. 1945)
- 1873 – Francisco Madero, meksykański polityk, prezydent Meksyku (zm. 1913)
- 1874 – Maria Immaculata Burbon-Sycylijska, księżniczka Królestwa Obojga Sycylii, księżna Saksonii (zm. 1947)
- 1877 – Hugo Celmiņš, łotewski polityk, burmistrz Rygi, premier Łotwy, dyplomata (zm. 1941)
- 1878 – Artur Scherbius, niemiecki inżynier, przedsiębiorca (zm. 1929)
- 1880 – Edmund Kręcki, polski działacz niepodległościowy, działacz społeczny, wójt, samorządowiec
- 1882:
  - Mychajło Bojczuk, ukraiński malarz (zm. 1937)
  - Oldřich Duras, czeski szachista, trener, publicysta (zm. 1957)
  - William Halsey, amerykański admirał (zm. 1959)
  - Günther von Kluge, niemiecki feldmarszałek (zm. 1944)
- 1884:
  - Anna Rydlówna, polska pielęgniarka, pedagog, działaczka społeczna (zm. 1969)
  - Katarzyna Żbikowska, polska aktorka (zm. 1967)
- 1885:
  - Ezra Pound, amerykański poeta (zm. 1972)
  - Antoni Albrecht Wilhelm Radziwiłł, polski magnat, ordynat nieświeski, działacz społeczny (zm. 1935)
- 1886 – Hendrik Pluijgers, holenderski żeglarz sportowy (zm. 1974)
- 1887 – Georg Heym, niemiecki pisarz (zm. 1912)
- 1888 – Felicja Maria Przedborska, polska nauczycielka, dziennikarka, działaczka społeczna, poetka pochodzenia żydowskiego (zm. ?)
- 1889 – Dorothy Phillips, amerykańska aktorka (zm. 1980)
- 1891 – Otto Ciliax, niemiecki admirał (zm. 1964)
- 1892 – Jan Chromy, polski podpułkownik piechoty (zm. ?)
- 1893:
  - Charles Atlas, amerykański kulturysta pochodzenia włoskiego (zm. 1972)
  - Zygmunt Bohdanowski, polski major (zm. 1943)
  - Roland Freisler, niemiecki prawnik, funkcjonariusz nazistowski, przewodniczący Trybunału Ludowego (zm. 1945)
  - Karel Janoušek, czechosłowacki żołnierz, przyrodnik, więzień polityczny (zm. 1971)
- 1894 – Halvor Birkeland, norweski żeglarz sportowy (zm. 1971)
- 1895:
  - Gerhard Domagk, niemiecki lekarz, patolog, mikrobiolog, wykładowca akademicki, laureat Nagrody Nobla (zm. 1964)
  - Maria Kuncewiczowa, polska pisarka, tłumaczka (zm. 1989)
  - Dickinson W. Richards, amerykański fizjolog, wykładowca akademicki, laureat Nagrody Nobla (zm. 1973)
- 1896 – Ruth Gordon, amerykańska aktorka (zm. 1985)
- 1897:
  - Agustín Lara, meksykański kompozytor (zm. 1970)
  - Wacław Makowski, polski pułkownik pilot, dyrektor PLL LOT (zm. 1986)
- 1899 – Ernst Herman van Rappard, holenderski polityk nazistowski, kolaborant (zm. 1953)
- 1900 – Ragnar Granit, fiński neurofizjolog, laureat Nagrody Nobla pochodzenia szwedzkiego (zm. 1991)
- 1901 – Edward Kirby, amerykański lekkoatleta, średniodystansowiec (zm. 1968)
- 1902:
  - María Izquierdo, meksykańska malarka (zm. 1955)
  - Andriej Muchin, radziecki generał major, funkcjonariusz służb specjalnych (zm. 1970)
- 1903:
  - Krunoslav Draganović, chorwacki franciszkanin (zm. 1983)
  - Zenon Wasilewski, polski malarz, fotograf, pionier polskiej animacji lalkowej (zm. 1966)
- 1904:
  - Alfred Gradstein, polski kompozytor (zm. 1954)
  - Franciszek Herman, polski generał brygady (zm. 1952)
  - Heinz Kloss, niemiecki lingwista, wykładowca akademicki (zm. 1987)
  - Paul Stroop, amerykański wiceadmirał (zm. 1995)
  - Karol Tchorek, polski rzeźbiarz, marszand, kolekcjoner dzieł sztuki (zm. 1985)
- 1905:
  - Johnny Miles, kanadyjski lekkoatleta, maratończyk (zm. 2003)
  - Eberhard Schaetzing, niemiecki ginekolog, psychoanalityk (zm. 1989)
- 1906:
  - Giuseppe Farina, włoski kierowca wyścigowy (zm. 1966)
  - Hermann Fegelein, niemiecki działacz nazistowski (zm. 1945)
  - Jerzy Gabryelski, polski reżyser i scenarzysta filmowy (zm. 1978)
  - Alexander Gode, amerykański filolog, wykładowca akademicki pochodzenia niemieckiego (zm. 1970)
  - Paul J. Smith, amerykański kompozytor muzyki filmowej (zm. 1985)
  - Andriej Tichonow, rosyjski matematyk, wykładowca akademicki (zm. 1993)
  - Ernesto Tomasi, włoski piłkarz, trener (zm. 1997)
- 1907:
  - Władysław Król, polski piłkarz, hokeista, trener, działacz sportowy (zm. 1991)
  - Ludomir Marczak, polski kompozytor, działacz socjalistyczny, dziennikarz (zm. 1943)
  - Giuseppe Peruchetti, włoski piłkarz, bramkarz, trener (zm. 1995)
  - Kazimierz Sowiński, polski poeta, prozaik, dramaturg (zm. 1982)
- 1908:
  - Zygmunt Albert, polski patolog (zm. 2001)
  - Albert Henry Bosch, amerykański polityk (zm. 2005)
  - Zygmunt Stępiński, polski architekt, historyk literatury (zm. 1982)
  - Dmitrij Ustinow, radziecki dowódca wojskowy, marszałek ZSRR, polityk (zm. 1984)
- 1909:
  - Emiel-Jozef De Smedt, belgijski duchowny katolicki, biskup Brugii (zm. 1995)
  - Willy von Känel, szwajcarski piłkarz (zm. 1991)
  - Jack Ormston, brytyjski żużlowiec (zm. 2007)
- 1910:
  - Miguel Hernández, hiszpański poeta, dramaturg (zm. 1942)
  - Jadwiga Rutkowska, polska adwokat (zm. 1994)
- 1911:
  - Wanda Błeńska, polska lekarka, misjonarka, Służebnica Boża (zm. 2014)
  - Ruth Hussey, amerykańska aktorka (zm. 2005)
- 1914:
  - Leabua Jonathan, lesotyjski polityk, premier Lesotho (zm. 1987)
  - Edmund Pacholski, polski dziennikarz sportowy (zm. 2004)
  - Anna Wing, brytyjska aktorka (zm. 2013)
- 1915:
  - Józef Majkowski, polski jezuita, poeta (zm. 1987)
  - Robert Monroe, amerykański parapsycholog (zm. 1995)
  - Jane Randolph, amerykańska aktorka (zm. 2009)
- 1916:
  - Karol Hruby, polski aktor (zm. 1982)
  - Mieczysław Popek, polski starszy sierżant pilot (zm. 1944)
  - Kornel Szentgyörgyi, węgierski malarz (zm. 2006)
- 1917:
  - Paul Eberhard, szwajcarski bobsleista (zm. 1983)
  - Nikołaj Ogarkow, radziecki dowódca wojskowy, marszałek ZSRR, polityk (zm. 1994)
  - Maurice Trintignant, francuski kierowca wyścigowy (zm. 2005)
- 1918:
  - Gieorgij Jegorow, radziecki i rosyjski admirał floty (zm. 2008)
  - Jan Leś, polski związkowiec, polityk, poseł na Sejm PRL (zm. ?)
- 1919:
  - Hermann Buchner, niemiecki pilot wojskowy, as myśliwski (zm. 2005)
  - Jerzy Filipski, polski ekonomista, urzędnik, działacz PTTK (zm. 1960)
- 1920:
  - Norman Bird, brytyjski aktor (zm. 2005)
  - Carlo Donida, włoski kompozytor, pianista (zm. 1998)
  - Marian Harasimowicz, polski aktor (zm. 2010)
  - Jerzy Rakowiecki, polski reżyser teatralny, aktor (zm. 2003)
- 1921:
  - Fiodor Archipienko, radziecki pułkownik pilot, as myśliwski (zm. 2012)
  - Wacław Bojarski, polski pisarz, satyryk (zm. 1943)
  - Andriej Borowych, radziecki generał pułkownik lotnictwa, as myśliwski (zm. 1989)
  - Antoni Komuda, polski bokser (zm. 1989)
- 1922:
  - Jadwiga Czachowska, polska literaturoznawczyni (zm. 2013)
  - Marie Van Brittan Brown, amerykańska pielęgniarka, wynalazczyni (zm. 1999)
- 1923:
  - Halina Bittner-Szewczykowa, polska etnografka, muzealniczka (zm. 2007)
  - Romuald Nowak, polski inżynier, polityk, przewodniczący MRN w Olsztynie (zm. 1989)
- 1924:
  - Hubert Curien, francuski fizyk, polityk (zm. 2005)
  - Nikolaus Petrilowitsch, niemiecki neurolog, psychiatra, wykładowca akademicki (zm. 1970)
  - Maria Sander, niemiecka lekkoatletka, sprinterka i płotkarka (zm. 1999)
  - Giovanni Travaglini, włoski inżynier, polityk, minister transportu i eurodeputowany (zm. 2020)
  - Andrzej Werblan, polski historyk, politolog, wykładowca akademicki, działacz partyjny, polityk, wicemarszałek Sejmu PRL
- 1925:
  - Teo Macero, amerykański saksofonista, kompozytor, producent muzyczny (zm. 2008)
  - Wolfgang Vogel, niemiecki adwokat (zm. 2008)
- 1926:
  - Jacques Swaters, belgijski kierowca wyścigowy (zm. 2010)
  - Eugeniusz Wałaszek, polski aktor (zm. 1991)
  - Stanisław Wielgus, polski pilot doświadczalny, instruktor i konstruktor lotniczy, żołnierz AK (zm. 2024)
- 1927:
  - Marian Stańczyk, polski polityk, przewodniczący Prezydium Miejskiej Rady Narodowej w Zawierciu
  - Janusz Turowski, polski inżynier, profesor nauk technicznych (zm. 2020)
- 1928:
  - Raúl Cárdenas, meksykański piłkarz, trener (zm. 2016)
  - Zofia Grabska, polska aktorka (zm. 2015)
  - Daniel Nathans, amerykański mikrobiolog, laureat Nagrody Nobla (zm. 1999)
  - Anatolij Rieut, radziecki polityk (zm. 2001)
- 1929:
  - Gienij Agiejew, radziecki generał pułkownik, polityk (zm. 1994)
  - Stanisław Fraus, polski wspinacz, ratownik i przewodnik górski (zm. 2011)
- 1930:
  - Néstor Almendros, hiszpański operator filmowy, autor filmów dokumentalnych (zm. 1992)
  - Clifford Brown, amerykański trębacz jazzowy (zm. 1956)
  - Michel Crépeau, francuski prawnik, polityk (zm. 1999)
  - Timothy Findley, kanadyjski pisarz (zm. 2002)
  - Don Meineke, amerykański koszykarz (zm. 2013)
  - Stanley Sadie, brytyjski muzykolog, krytyk muzyczny (zm. 2005)
- 1931:
  - Nasho Jorgaqi, albański pisarz, scenarzysta filmowy (zm. 2022)
  - Đorđe Marjanović, serbski piosenkarz (zm. 2021)
  - Ann Roth, amerykańska kostiumografka
- 1932:
  - Georgs Andrejevs, łotewski anestezjolog, dyplomata, polityk, minister spraw zagranicznych, eurodeputowany (zm. 2022)
  - Louis Malle, francuski reżyser filmowy (zm. 1995)
  - Burkhard Pape, niemiecki piłkarz, trener (zm. 2024)
  - Mieczysław Wilczewski, polski kolarz szosowy (zm. 1993)
- 1933 – Tadeusz Chyła, polski piosenkarz, gitarzysta, kompozytor (zm. 2014)
- 1934:
  - Frans Brüggen, holenderski flecista, dyrygent (zm. 2014)
  - Bogdan Chorążuk, polski pisarz, malarz, autor tekstów piosenek
  - José Sánchez González, hiszpański duchowny katolicki, biskup Sigüenzy-Guadalajary
- 1935:
  - Agota Kristof, węgierska pisarka (zm. 2011)
  - Michael Winner, brytyjski reżyser filmowy (zm. 2013)
- 1936:
  - Polina Astachowa, rosyjska gimnastyczka (zm. 2005)
  - Stanisław Bartmiński, polski duchowny katolicki, dziennikarz, publicysta (zm. 2024)
  - Władilen Nikitin, radziecki polityk
- 1937:
  - Kliment Buczew, bułgarski inżynier, przedsiębiorca, polityk
  - Claude Lelouch, francuski reżyser, aktor, scenarzysta, operator i producent filmowy
  - Marcos José Olsen, brazylijski strzelec sportowy
  - Dharam Singh, indyjski hokeista na trawie
- 1938:
  - Ałła Bagijanc, ukraińska kolarka torowa
  - Paweł Kowalczyk, polski nauczyciel, polityk, poseł na Sejm RP
  - Ed Lauter, amerykański aktor (zm. 2013)
  - Manandafy Rakotonirina, madagaskarski polityk, premier Madagaskaru
- 1939:
  - Leland H. Hartwell, amerykański biochemik, laureat Nagrody Nobla
  - Zygmunt Pioch, polski szachista
  - Grace Slick, amerykańska wokalistka, muzyk, autorka tekstów, kompozytorka, członkini zespołów Jefferson Airplane i Jefferson Starship
  - Hipolit Starszak, polski pułkownik SB (zm. 2015)
- 1940:
  - Pauli Nevala, fiński lekkoatleta, oszczepnik (zm. 2025)
  - Andrzej Niedoba, polski pisarz, publicysta, autor reportaży i sztuk teatralnych (zm. 2020)
  - Józef Zegar, polski profesor nauk rolniczych, polityk, poseł na Sejm RP
- 1941:
  - Weronika Budny, polska biegaczka narciarska
  - Theodor Hänsch, niemiecki fizyk, laureat Nagrody Nobla
  - Muhammad Asad Malik, pakistański hokeista na trawie (zm. 2020)
  - Rogwołd Suchowierko, rosyjski aktor (zm. 2015)
- 1942:
  - Andrzej Drzycimski, polski dziennikarz, historyk
  - Czesław Nosal, polski psycholog
  - Eduard Winokurow, rosyjski szablista (zm. 2010)
- 1943:
  - Stanisław Cieślak, polski puzonista i pianista jazzowy (zm. 2024)
  - Marcin Pliński, polski oceanolog
  - Joanna Shimkus, kanadyjska aktorka pochodzenia żydowsko-irlandzkiego
- 1944:
  - Werner Guballa, niemiecki duchowny katolicki, biskup pomocniczy Moguncji (zm. 2012)
  - Džemaludin Mušović, bośniacki piłkarz, trener
  - Jerzy Seńczuk, polski strażak, nadbrygadier (zm. 2017)
- 1945:
  - Maurice Allan, brytyjski zapaśnik
  - Henry Winkler, amerykański aktor, reżyser i producent filmowy
- 1946:
  - Włodzimierz Antkowiak, polski malarz, poeta, prozaik
  - Roberto Cicciomessere, włoski przedsiębiorca, polityk, eurodeputowany (zm. 2023)
  - Glen Combs, amerykański koszykarz
  - René Jacobs, belgijski śpiewak operowy (kontratenor), dyrygent
  - Marian Kwiatkowski, polski rolnik, przedsiębiorca, polityk, senator i poseł na Sejm RP
  - Chris Slade, brytyjski perkusista, członek zespołów: Manfred Mann’s Earth Band, Asia, Uriah Heep, The Firm i AC/DC
  - Witalij Szałyczew, ukraiński piłkarz, trener (zm. 2021)
  - William Thurston, amerykański matematyk, wykładowca akademicki (zm. 2012)
- 1947:
  - Krzysztof Daukszewicz, polski piosenkarz, gitarzysta, kompozytor, autor tekstów, satyryk, felietonista
  - Bob Houghton, angielski piłkarz, trener
  - Timothy B. Schmit, amerykański wokalista, basista, kompozytor, członek zespołów Poco i The Eagles
  - Lena Szurmiej, polska aktorka, reżyserka teatralna, pedagog pochodzenia żydowskiego
  - Marcin Zamoyski, polski polityk, samorządowiec, prezydent Zamościa
- 1948:
  - Nikołaj Charitonow, rosyjski polityk
  - Ilda Figueiredo, portugalska polityk
  - Dick Voorn, holenderski trener piłkarski
- 1949:
  - Michal Ajvaz, czeski pisarz, poeta
  - Arabella Churchill, brytyjska filantropka (zm. 2007)
  - Andrzej Rybiński, polski piosenkarz, gitarzysta
- 1950:
  - Miguel Calderón, kubański koszykarz
  - Phil Chenier, amerykański koszykarz
  - Zygmunt Matuszak, polski historyk wojskowości (zm. 2019)
- 1951:
  - Trilok Gurtu, indyjski perkusista, kompozytor
  - Harry Hamlin, amerykański aktor
  - Lech Janiszewski, polski samorządowiec, polityk, prezydent Ostrowca Świętokrzyskiego, wicewojewoda świętokrzyski
  - Ada Kostrz-Kostecka, polska dziennikarka, publicystka
  - Frank Pallone, amerykański polityk, kongresmen
- 1952:
  - Romuald Knasiecki, polski żeglarz, bojerowiec
  - Jan Szpunar, polski biathlonista (zm. 2017)
  - Dalip Tahil, indyjski aktor
- 1953:
  - Pete Hoekstra, amerykański polityk pochodzenia holenderskiego
  - Jan Kalvoda, czeski prawnik, polityk
  - Tadeusz Kudelski, polski zapaśnik (zm. 1988)
  - Gerhard Kurzmann, austriacki historyk, samorządowiec, polityk
  - Charles Lewis, amerykański dziennikarz, publicysta
  - Aleksandr Poleszczuk, rosyjski inżynier, kosmonauta
  - Paul Power, angielski piłkarz
  - Jan (Razumow), rosyjski biskup prawosławny
  - Charles Martin Smith, amerykański aktor, reżyser i scenarzysta filmowy
- 1954:
  - Tom Browne, amerykański trębacz jazzowy
  - Kathleen Cody, amerykańska aktorka
  - Piero Gros, włoski narciarz alpejski
  - Ramón Maradiaga, honduraski piłkarz, trener
  - Kinnah Phiri, malawijski piłkarz, trener
  - Andrzej Stelmasiewicz, polski samorządowiec, animator kultury, przedsiębiorca[6]
  - Krystyna Stolarska, polska piosenkarka (zm. 2010)
- 1955:
  - Jeremy Black, brytyjski aktor
  - Heidi Heitkamp, amerykańska polityk, senator
  - Bernd Riexinger, niemiecki polityk
  - Grzegorz Roman, polski aktor
  - Toma Simionov, rumuński kajakarz, kanadyjkarz
- 1956:
  - Carlos Azpíroz Costa, argentyński duchowny katolicki, arcybiskup koadiutor Bahía Blanca
  - Carlos César, portugalski polityk
  - Milan Ftáčnik, słowacki matematyk, fizyk, samorządowiec, polityk, minister edukacji, burmistrz Bratysławy (zm. 2021)
  - Jan Guz, polski związkowiec, przewodniczący OPZZ (zm. 2019)
  - Wojciech Reszko, polski judoka
  - Juliet Stevenson, brytyjska aktorka
  - Terry Tyler, amerykański koszykarz, trener
- 1957:
  - Mario Castillo, salwadorski piłkarz
  - Mats Edén, szwedzki muzyk, kompozytor, dyrygent
  - Ľubomír Ftáčnik, słowacki szachista, trener
  - Aleksandr Łazutkin, rosyjski inżynier, kosmonauta
  - Shlomo Mintz, izraelski skrzypek, altowiolista, dyrygent
  - Felix Perez Camacho, guamski polityk
  - Kevin Pollak, amerykański aktor
  - Tomasz Zimoch, polski dziennikarz i komentator sportowy, polityk, poseł na Sejm RP
- 1958:
  - François Kalist, francuski duchowny katolicki, biskup Limoges, arcybiskup metropolita Clermont
  - Bernd Niesecke, niemiecki wioślarz
  - Mieczysław Piotrowski, polski działacz opozycji antykomunistycznej (zm. 2023)
- 1959:
  - Marc Alexandre, francuski judoka
  - Zabou Breitman, francuska aktorka, reżyserka i scenarzystka filmowa
  - Glenn Hysén, szwedzki piłkarz
  - Alina Jaroszewicz, polska dziennikarka, redaktorka, działaczka kulturalna i oświatowa na Białorusi
  - Richard LaGravenese, amerykański scenarzysta i reżyser filmowy
  - Hanna Lemańska, polska pisarka (zm. 2008)
  - Antoni Mironowicz, polski historyk, działacz społeczny pochodzenia białoruskiego
- 1960:
  - Andrzej Gut-Mostowy, polski samorządowiec, polityk, poseł na Sejm RP
  - Diego Maradona, argentyński piłkarz, trener (zm. 2020)
  - Halina Zielińska, polska siatkarka
- 1961:
  - Rauno Bies, fiński strzelec sportowy
  - Ronald Garan, amerykański pilot wojskowy, inżynier, astronauta
  - Joe Heck, amerykański polityk
  - Eamon Martin, irlandzki duchowny katolicki, arcybiskup Aragh
  - Jeorjos Papakonstandinu, grecki ekonomista, polityk
  - Ralf Sievers, niemiecki piłkarz
  - Siergiej Szestakow, rosyjski piłkarz, trener
- 1962:
  - Thierry Bourdin, francuski zapaśnik
  - Colin Clarke, północnoirlandzki piłkarz, trener
  - Stefan Kuntz, niemiecki piłkarz, trener
  - Arnaud Montebourg, francuski prawnik, polityk
  - Guntis Osis, łotewski bobsleista
  - Heidi Sundal, norweska piłkarka ręczna
  - Smaił Temindarow, ukraiński lekarz, polityk pochodzenia tatarskiego
  - Jeppe Tranholm-Mikkelsen, duński dyplomata
- 1963:
  - Hervé Arsène, madagaskarski piłkarz, trener
  - Michael Beach, amerykański aktor
  - Tom Brady, amerykański aktor, reżyser, scenarzysta i producent filmowy
  - Thomas Erdos, brazylijski kierowca wyścigowy
  - André Knöfel, niemiecki astronom amator
  - Gilberto Milos, brazylijski szachista
- 1964:
  - Steven Andskär, szwedzki kierowca wyścigowy
  - Jean-Marc Bosman, belgijski piłkarz
  - Tabitha St. Germain, kanadyjska aktorka, komediantka, piosenkarka
  - Sandra Magnus, amerykańska inżynierka, astronautka
  - Ma Xiangjun, chińska łuczniczka sportowa
- 1965:
  - J. Paul Boehmer, amerykański aktor
  - Kevin Edwards, amerykański koszykarz
  - Francisco Gonzalez, amerykański aktor pochodzenia portorykańskiego
  - Jerzy Krzewski, polski bokser
  - Jacek Masłowski, polski poeta, prozaik, autor tekstów piosenek
  - Clare Moody, brytyjska działaczka związkowa, polityk, eurodeputowana
  - Tania Ortiz, kubańska siatkarka
  - Sampath Perera, lankijski piłkarz, trener
  - Gavin Rossdale, brytyjski gitarzysta, wokalista, aktor, członek zespołów Bush i Institute pochodzenia żydowskiego
  - Zaza Uruszadze, gruziński reżyser i scenarzysta filmowy (zm. 2019)
- 1966:
  - Dariusz Marciniak, polski piłkarz (zm. 2003)
  - Zoran Milanović, chorwacki polityk, prezydent Chorwacji
  - Ludmiła Rogaczowa, rosyjska lekkoatletka, biegaczka średniodystansowa
  - Quin Snyder, amerykański trener koszykówki
- 1967:
  - Arsène Hobou, iworyjski piłkarz
  - Leonidas Kawakos, grecki skrzypek, dyrygent
  - Ilija Lupulesku, serbski tenisista stołowy
  - Fernando Muñoz, hiszpański piłkarz
  - Jolanta Sawicka, polska prawniczka, urzędniczka, polityk, wicewojewoda podkarpacki
  - Joey Starr, francuski raper, kompozytor, autor tekstów
  - David White, angielski piłkarz
- 1968:
  - Emmanuelle Claret, francuska biathlonistka (zm. 2013)
  - Laurent Daignault, kanadyjski łyżwiarz szybki, specjalista short tracku
  - Murphy Jensen, amerykański tenisista
  - Aały Karaszew, kirgiski polityk, wicepremier i p.o. premiera Kirgistanu
  - Jack Plotnick, amerykański aktor
  - Ursula Poznanski, austriacka pisarka
  - Robert Stanek, polski piłkarz
  - David Zitelli, francuski piłkarz, trener
- 1969:
  - Rafał Betlejewski, polski performer, artysta parateatralny, copywriter
  - Gintaras Einikis, litewski koszykarz
  - Stanislav Gross, czeski polityk, premier Czech (zm. 2015)
  - Ilija Gruew, bułgarski piłkarz, trener
  - Ha Hee-ra, południowokoreańska aktorka
  - Pasquale Luiso, włoski piłkarz, trener
  - Iwona Radziszewska, polska aktorka, prezenterka telewizyjna
  - Snow, kanadyjski raper, aktor
  - Leonid Szaposznykow, ukraiński wioślarz
- 1970:
  - Tory Belleci, amerykański producent filmowy pochodzenia włoskiego
  - Robert Kantereit, polski dziennikarz, prezenter telewizyjny i radiowy
  - Nia Long, amerykańska aktorka
  - Matthew Pinsent, brytyjski wioślarz
  - Jürgen Rische, niemiecki piłkarz
  - Albert Stuivenberg, holenderski trener piłkarski
  - Ekaterini Wongoli, grecka lekkoatletka, dyskobolka
  - Xie Jun, chińska szachistka
- 1971:
  - Fredi Bobic, niemiecki piłkarz pochodzenia chorwacko-słoweńskiego
  - Lee Harper, angielski piłkarz, bramkarz
  - Paulo Nunes, brazylijski piłkarz
  - Błażej Wójcik, polski aktor
- 1972:
  - Ruslan Seilkhanov, kazachski judoka
  - Dragoljub Simonović, serbski piłkarz, trener
  - Sami Ukelli, kosowski dyplomata
- 1973:
  - Edge, kanadyjski wrestler
  - Anna Le Moine, szwedzka curlerka
  - Maurizio Lobina, włoski muzyk, członek zespołu Eiffel 65
- 1974:
  - C.J. Daugherty, amerykańska dziennikarka śledcza, pisarka
  - Stipe Erceg, niemiecko-chorwacki aktor
  - Martin Henriksson, szwedzki gitarzysta, kompozytor, członek zespołu Dark Tranquillity
  - Aneta Niestrawska, polska działaczka samorządowa, polityk, wicewojewoda wielkopolski
  - Neil Shipperley, angielski piłkarz
- 1975:
  - Ian D’Sa, brytyjski gitarzysta, członek zespołu Billy Talent
  - Bisco Hatori, japońska mangaka
  - Dimityr Iwankow, bułgarski piłkarz, bramkarz
  - Míchel, hiszpański piłkarz, trener
  - Adrian Rymel, czeski żużlowiec
  - Teri Steer, amerykańska lekkoatletka, kulomiotka
- 1976:
  - Khaled Azaiez, tunezyjski piłkarz, bramkarz
  - Stern John, trynidadzko-tobagijski piłkarz
  - Aleksandr Łastin, rosyjski szachista (zm. 2015)
  - Ümit Özat, turecki piłkarz
  - J.R. Sakuragi, amerykański koszykarz
  - Maurice Taylor, amerykański koszykarz
- 1977:
  - Emeka Ifejiagwa, nigeryjski piłkarz
  - František Lukl, czeski samorządowiec, polityk
  - Rodrigo Meléndez, chilijski piłkarz
  - Andrzej Rzońca, polski ekonomista, wykładowca akademicki
  - Tomasz Sobczak, polski fotograf
  - Jördis Triebel, niemiecka aktorka
- 1978:
  - Magdalena Fronczewska, polska piosenkarka
  - Ko Jong-soo, południowokoreański piłkarz
  - Matthew Morrison, amerykański piosenkarz, aktor
  - Elisângela Oliveira, brazylijska siatkarka
  - Péter Szijjártó, węgierski polityk
- 1979:
  - Ruben Douglas, amerykański koszykarz (zm. 2024)
  - Michał Dukowicz, polski koszykarz
  - Xavier Espot Zamora, andorski polityk, premier Andory
  - Michał Kruk, polski aktor
  - Manuel Quinziato, włoski kolarz szosowy
  - Paul Telfer, brytyjski aktor
- 1980:
  - Sarah Carter, kanadyjska aktorka
  - Choi Hong-man, południowokoreański zawodnik sportów walki
  - Alicja Daniel, polska judoczka
  - Ahmed El-Sayed, egipski piłkarz
  - Małgorzata Golińska, polska leśniczka, urzędniczka państwowa, polityk, poseł na Sejm RP
  - Eduard Kunc, rosyjski pianista
  - Kareem Rush, amerykański koszykarz
  - Marek Szyndrowski, polski aktor
- 1981:
  - Anna Krupka, polska polityk, poseł na Sejm RP
  - Muna Lee, amerykańska lekkoatletka, sprinterka
  - Cassandra Potter, amerykańska curlerka
  - Shaun Sipos, kanadyjski aktor
  - Iwajło Stojmenow, bułgarski piłkarz
  - Katarzyna Żegilewicz, polska brydżystka
- 1982:
  - Chimène Badi, francuska piosenkarka pochodzenia algierskiego
  - Monika Buchowiec, polska aktorka
  - Jon Foo, brytyjski aktor, kaskader, mistrz sztuk walki pochodzenia chińsko-irlandzkiego
  - Anna Kallistová, czeska siatkarka
  - Peter Ljung, szwedzki żużlowiec
  - Łukasz Majewski, polski koszykarz
  - Clémence Poésy, francuska aktorka
- 1983:
  - Chelsea Cooley, amerykańska aktorka, zdobywczyni tytułu Miss USA
  - Iain Hume, kanadyjski piłkarz pochodzenia szkockiego
  - Anna Marczuk-Paszkiewicz, polska sztangistka (zm. 2017)
- 1984:
  - Patryk Brzeziński, polski wioślarz
  - Alan Hutton, szkocki piłkarz
  - Maor Melikson, izraelski piłkarz
  - Melinda Owen, amerykańska lekkoatletka, tyczkarka
  - Lorenzo Perazzolo, włoski siatkarz
  - Gabriel Petrea, rumuński menedżer, polityk
  - Ivan Švarný, słowacki hokeista
- 1985:
  - Artiom Bożko, rosyjski hokeista
  - Kateryna Hryhorenko, ukraińska biegaczka narciarska
  - Ragnar Klavan, estoński piłkarz
  - Mohamed Liban, dżibutyjski piłkarz
  - Anna Miros, polska siatkarka
  - Tomasz Nowak, polski piłkarz
  - Arnaud Séka, beniński piłkarz
  - Andreas Ulmer, austriacki piłkarz
  - Maja Vidmar, słoweńska wspinaczka sportowa
  - Franz-Josef Vogt, liechtensteiński piłkarz
- 1986:
  - Sebastián Crismanich, argentyński taekwondzista
  - Desmond Jennings, amerykański baseballista
  - Yuka Katō, japońska pływaczka
  - Margareta Kozuch, niemiecka siatkarka pochodzenia polskiego
  - Thomas Morgenstern, austriacki skoczek narciarski
  - Peter Pekarík, słowacki piłkarz
  - Tamera Young, amerykańska koszykarka
- 1987:
  - Emilie Andéol, francuska judoczka
  - Alexandra Riley, nowozelandzka piłkarka
  - Steve Rushton, brytyjski basista, wokalista, członek zespołu Son of Dork
  - Laura Spector, amerykańska biathlonistka
  - Katarzyna Szałankiewicz, polska siatkarka
  - Jekatierina Tudiegieszewa, rosyjska snowboardzistka
- 1988:
  - Janice Alatoa, vanuacka lekkoatletka, sprinterka
  - Julija Biessonna, rosyjska siatkarka
  - Lecia Brown, amerykańska siatkarka pochodzenia jamajskiego
  - Tandara Caixeta, brazylijska siatkarka
  - Janel Parrish, amerykańska aktorka, piosenkarka, pianistka
- 1989:
  - Ashley Barnes, angielski piłkarz
  - Nastia Liukin, amerykańska gimnastyczka pochodzenia rosyjskiego
  - Benjamin Toniutti, francuski siatkarz
  - Islom Tukhtakhodjaev, uzbecki piłkarz
- 1990:
  - Chen Fei, chińska judoczka
  - Joe Panik, amerykański baseballista
  - Ju Se-jong, południowokoreański piłkarz
- 1991:
  - Nir Biton, izraelski piłkarz
  - Jarell Eddie, amerykański koszykarz
  - Artiemij Panarin, rosyjski hokeista
  - Branislav Pindroch, słowacki piłkarz, bramkarz
  - Tomáš Satoranský, czeski koszykarz
  - Artur Wieciński, polski duchowny starokatolicki
- 1992:
  - Małgorzata Hołub-Kowalik, polska lekkoatletka, sprinterka
  - Jong Il-gwan, północnokoreański piłkarz
  - Ņikita Koļesņikovs, łotewski hokeista
  - Édouard Louis, francuski pisarz
- 1993:
  - Jang Young-eun, południowokoreańska siatkarka
  - Patryk Malitowski, polski żużlowiec
  - Khalifa Mubarak, emiracki piłkarz
  - Luca Spirito, włoski siatkarz
  - Joseph Ward, irlandzki bokser
- 1994:
  - Jeorjos Derwisis, grecki piłkarz wodny
  - Chouaib Khadir, marokański piłkarz
  - Maro, portugalska piosenkarka
  - Jonah Seif, amerykański siatkarz
  - Mohamed Soumaïla, nigerski piłkarz
  - Iwan Taranow, rosyjski kierowca wyścigowy
- 1995:
  - Andy Pessoa, amerykański aktor
  - Gadżymurad Raszydow, rosyjski zapaśnik pochodzenia dargijskiego
  - Sondre Sørli, norweski piłkarz
- 1996:
  - Devin Booker, amerykański koszykarz
  - Valérie Grenier, kanadyjska narciarka alpejska
  - Kornelia Moskwa, polska siatkarka
- 1997:
  - Alan Banaszek, polski kolarz szosowy
  - Calveion Landrum, amerykańska koszykarka
  - Sean Longstaff, angielski piłkarz
- 1998:
  - Hassane Bandé, burkiński piłkarz
  - Juan Pablo Domínguez, meksykański piłkarz
  - Adam Lorenc, polski siatkarz
  - Cale Makar, kanadyjski hokeista pochodzenia ukraińskiego
  - Mike Stud, amerykański baseballista, raper
- 1999:
  - Vanja Drkušić, słoweński piłkarz
  - Takuma Otsu, japoński zapaśnik
  - Issuf Sanon, ukraiński koszykarz
- 2000:
  - Tural Bağmanow, azerski muzyk, wokalista, członek duetu TuralTuranX
  - Turan Bağmanow, azerski muzyk, wokalista, członek duetu TuralTuranX
  - Giselle, japońsko-koreańska wokalistka, członkini girlsbandu Aespa
  - Micaela Hernández, chilijska judoczka
  - Joel King, australijski piłkarz
  - Florentina Kolgeci, kosowska piłkarka
  - Jeffery Xiong, amerykański szachista pochodzenia chińskiego
- 2001 – Cezary Miszta, polski piłkarz, bramkarz
- 2002 – Alireza Mohmadi, irański zapaśnik
- 2003:
  - Thea Minyan Bjørseth, norweska skoczkini narciarska, kombinatorka norweska pochodzenia chińskiego
  - António Silva, portugalski piłkarz

## Zmarli
- 130 – Antinous, grecki kochanek cesarza Hadriana (ur. pomiędzy 110 a 115)
- 1292 – Benwenuta Bojani, włoska tercjarka dominikańska, błogosławiona (ur. 1255)
- 1405 – Mikłowsa Maria, księżniczka litewska, księżna twerska (ur. ?)
- 1417 – Pietro Stefaneschi, włoski kardynał (ur. ?)
- 1453 – Francesco Condulmer, włoski kardynał (ur. 1390)
- 1459 – Gianfrancesco Poggio Bracciolini, włoski historyk (ur. 1380)
- 1522 – Jean Mouton, francuski kompozytor (ur. ?)
- 1583 – Pirro Ligorio, włoski architekt, malarz, antykwarysta, projektant ogrodów (ur. ok. 1510)
- 1587 – Charles de Lorraine-Vaudémont, francuski duchowny katolicki, biskup Verdun, kardynał (ur. 1561)
- 1611 – Karol IX Waza, król Szwecji (ur. 1550)
- 1626 – Willebrord Snell, holenderski astronom, matematyk (ur. 1580)
- 1654 – Go-Kōmyō, cesarz Japonii (ur. 1633)
- 1661 – (data pogrzebu) Alexander Adriaenssen, flamandzki malarz (ur. 1587)
- 1673 – Joanna Elżbieta Piastówna, księżniczka legnicka (ur. 1636)
- 1685 – Michel le Tellier, francuski polityk (ur. 1603)
- 1704 – Fryderyka Amalia Oldenburg, księżniczka duńska, księżna Holstein-Gottorp (ur. 1649)
- 1712 – Johann Philipp Lamberg, niemiecki duchowny katolicki, biskup Pasawy, kardynał, austriacki dyplomata (ur. 1652)
- 1713 – Nicolaus Voigtel, niemiecki mierniczy, urzędnik kontroli skarbowej (ur. 1658)
- 1724 – Maria Grimaldi, księżna Monako (ur. 1674)
- 1749 – Jakub Michał Estko, polski szlachcic, generał, polityk (ur. ?)
- 1757 – Osman III, sułtan Imperium Osmańskiego (ur. 1699)
- 1785 – Gustaf Filip Creutz, szwedzki polityk, dyplomata, poeta (ur. 1731)
- 1787 – Ferdinando Galiani, włoski ekonomista, dyplomata (ur. 1728)
- 1789 – Jerónimo Grimaldi, włosko-hiszpański dyplomata, polityk (ur. 1720)
- 1802 – Charles Alexandre de Calonne, francuski ekonomista, polityk (ur. 1734)
- 1809 – William Cavendish-Bentinck, brytyjski arystokrata, polityk, premier Wielkiej Brytanii (ur. 1738)
- 1810 – Konstanty Bniński, polski szlachcic, polityk (ur. 1730)
- 1813 – Antoine Guillaume Delmas, francuski generał (ur. 1766)
- 1816 – Fryderyk I, król Wirtembergii (ur. 1754)
- 1823 – Edmund Cartwright, brytyjski wynalazca (ur. 1743)
- 1824:
  - Hipolit Błeszyński, polski generał-major kawalerii i generał-adiutant wojsk saskich (ur. 1766)
  - Charles Maturin, brytyjski duchowny protestancki, pisarz pochodzenia irlandzkiego (ur. 1782)
- 1831 – Agnieszka Truskolaska, polska aktorka, śpiewaczka (ur. 1755)
- 1837 – Józef Chełkowski, polski duchowny katolicki, biskup pomocniczy poznański (ur. 1766)
- 1845 – Nicolas-Toussaint Charlet, francuski malarz, grafik, karykaturzysta, pedagog (ur. 1792)
- 1849 – William Keppel, brytyjski arystokrata, polityk (ur. 1772)
- 1852 – Kajetan Kwiatkowski, polski historyk, tłumacz, publicysta (ur. 1769)
- 1857 – Józef Winnicki, polski aktor, śpiewak, przedsiębiorca teatralny, dyrektor teatrów (ur. 1789)
- 1874 – Wiktoryna Bakałowiczowa, polska aktorka (ur. 1835)
- 1876 – Aleksander Czekanowski, polski podróżnik, geolog, odkrywca, zesłaniec, badacz Syberii (ur. 1833)
- 1881:
  - George Washington De Long, amerykański podróżnik, badacz Syberii (ur. 1844)
  - Mathias von Schönerer, austriacki inżynier kolejnictwa (ur. 1807)
- 1883:
  - Kalikst Horoch, polski ziemianin, wojskowy, uczestnik powstania listopadowego (ur. 1800)
  - Robert Volkmann, niemiecki kompozytor (ur. 1815)
- 1890 – Maksymilian Nowicki, polski zoolog, wykładowca akademicki (ur. 1826)
- 1891 – Frederick Henry Ambrose Scrivener, brytyjski teolog protestancki (ur. 1813)
- 1892 – Olga Romanowa, wielka księżna Rosji, królowa Wirtembergii (ur. 1822)
- 1893:
  - John Abbott, kanadyjski polityk, premier Kanady (ur. 1821)
  - Karl Bodmer, szwajcarski malarz (ur. 1809)
- 1894 – Honoré Mercier, kanadyjski polityk, premier Quebecu (ur. 1840)
- 1896 – Gustav Adolf von Hohenlohe-Schillingsfürst, niemiecki kardynał (ur. 1826)
- 1902 – Władysława Izdebska, polska pisarka (ur. 1829)
- 1903 – Kōyō Ozaki, japoński poeta, prozaik, dziennikarz (ur. 1868)
- 1906 – Gathorne Gathorne-Hardy, brytyjski arystokrata, polityk (ur. 1814)
- 1910 – Henri Dunant, szwajcarski kupiec, filantrop, działacz społeczny, założyciel Czerwonego Krzyża, laureat Pokojowej Nagrody Nobla (ur. 1828)
- 1912:
  - Jan Gall, polski kompozytor, dyrygent, pedagog, krytyk muzyczny (ur. 1856)
  - James Sherman, amerykański polityk, wiceprezydent USA (ur. 1855)
- 1915:
  - Charles Tupper, kanadyjski polityk, premier Kanady (ur. 1821)
  - Wincenty Żarski, polski kapral Legionów Polskich (ur. 1901)
- 1916 – Peter Dodds McCormick, australijski kompozytor pochodzenia szkockiego (ur. ok. 1834)
- 1917 – Heinrich Gontermann, niemiecki pilot wojskowy, as myśliwski (ur. 1896)
- 1918:
  - Robert Wallace Farquhar, brytyjski pilot wojskowy, as myśliwski (ur. 1898)
  - Ernst Windisch, niemiecki językoznawca, sanskrytolog, celtolog, wykładowca akademicki (ur. 1844)
- 1919 – Hans von Freden, niemiecki pilot wojskowy, as myśliwski (ur. 1892)
- 1920:
  - Safar Dudarow, rosyjski funkcjonariusz Czeki, dagestański rewolucjonista (ur. 1888)
  - Nikołaj Kozicki, rosyjski rewolucjonista (ur. 1880)
  - Anna Węgrzynowska, polska wywiadowczyni POW (ur. 1897 lub 99)
- 1922:
  - Paweł Argiejew, rosyjski pilot wojskowy, as myśliwski (ur. 1887)
  - Géza Gárdonyi, węgierski prozaik, poeta, dziennikarz (ur. 1863)
- 1923:
  - Nikoła Genadiew, bułgarski prawnik, dziennikarz, polityk (ur. 1868)
  - Andrew Bonar Law, brytyjski polityk, premier Wielkiej Brytanii (ur. 1858)
- 1924 – Karol Froehlich, polski pułkownik, filolog-orientalista (ur. 1875)
- 1927 – Maximilian Harden, niemiecki aktor, dziennikarz, publicysta, krytyk literacki pochodzenia żydowskiego (ur. 1861)
- 1928:
  - Robert Lansing, amerykański prawnik, polityk (ur. 1864)
  - Adam Pytel, polski germanista, samorządowiec, burmistrz Sanoka (ur. 1856)
- 1930:
  - Michaił Sierguszew, radziecki polityk (ur. 1886)
  - Sakichi Toyoda, japoński wynalazca, przemysłowiec (ur. 1867)
- 1931 – Guido Holzknecht, austriacki radiolog (ur. 1872)
- 1932 – Josef Šváb-Malostranský, czeski aktor komediowy, producent, scenarzysta i reżyser filmowy (ur. 1860)
- 1934:
  - Jan Grzonka, polski działacz plebiscytowy, powstaniec śląski, polityk (ur. 1874)
  - Édouard Nignon, francuski szef kuchni, autor książek kucharskich (ur. 1865)
  - Kazimierz Pietkiewicz, polski działacz socjalistyczny i niepodległościowy (ur. 1861)
- 1936:
  - David Murray Anderson, brytyjski admirał, polityk kolonialny (ur. 1874)
  - Józef Godlewski, polski ziemianin, polityk, poseł na Sejm RP (ur. 1867)
  - Ferdynand Ruszczyc, polski malarz, grafik, scenograf (ur. 1870)
- 1937:
  - Nikołaj Baryszew, radziecki polityk (ur. 1898)
  - Mendel Chatajewicz, radziecki polityk pochodzenia żydowskiego (ur. 1893)
  - Michaił Czudow, radziecki polityk (ur. 1893)
  - Maks Dejcz, radziecki polityk, funkcjonariusz służb specjalnych pochodzenia żydowskiego (ur. 1885)
  - Mykoła Demczenko, radziecki polityk (ur. 1895)
  - Awel Jenukidze, gruziński i radziecki działacz bolszewicki, polityk (ur. 1877)
  - Aleksiej Kisielow, radziecki polityk (ur. 1879)
  - Iwan Kodacki, radziecki polityk (ur. 1893)
  - Alaksandr Krynicki, radziecki polityk (ur. 1894)
  - Siemion Łobow, radziecki polityk (ur. 1888)
  - Władimir Milutin, radziecki polityk (ur. 1884)
  - Władimir Połonski, radziecki polityk pochodzenia żydowskiego (ur. 1893)
  - Grigorij Rakitow, radziecki polityk (ur. 1894)
  - Ilja Rieszetow, radziecki funkcjonariusz służb specjalnych (ur. 1894)
  - Iwan Rumiancew, radziecki polityk (ur. 1886)
  - Boris Siemionow, radziecki polityk (ur. 1890)
  - Pēteris Struppe, łotewski rewolucjonista, polityk radziecki (ur. 1889)
  - Aleksander (Szczukin), rosyjski duchowny prawosławny, biskup semipałatyński (ur. 1891)
  - Boris Szebołdajew, radziecki polityk (ur. 1895)
  - Iwan Żukow, radziecki polityk (ur. 1889)
- 1939:
  - Roswell K. Colcord, amerykański polityk (ur. 1839)
  - Wacław Gąsiorowski, polski pisarz, dziennikarz, publicysta (ur. 1869)
  - Józef Markowicz, polski ziemianin, polityk, poseł na Sejm RP (ur. 1877)
- 1941:
  - Ingibjörg H. Bjarnason, islandzka polityk, sufrażystka, nauczycielka, gimnastyczka (ur. 1867)
  - Kazimierz Prochownik, polski kapitan rezerwy saperów i inżynierii (ur. 1886)
  - Sigismund Waitz, austriacki duchowny katolicki, arcybiskup Salzburga (ur. 1864)
- 1942:
  - Jerzy Bichniewicz, polski podporucznik, cichociemny (ur. 1914)
  - Stanisław Hencel, polski porucznik, cichociemny (ur. 1918)
  - Ludwig Merzbacher, niemiecko-argentyński lekarz neurolog, neuropatolog, psychiatra (ur. 1875)
  - Stanisław Mysakowski, polski duchowny katolicki, męczennik, błogosławiony (ur. 1896)
  - Franciszek Sobkowiak, polski piłkarz, pilot wojskowy (ur. 1914)
  - Wiesław Szpakowicz, polski porucznik, cichociemny (ur. 1906)
- 1943:
  - Bogusław Herse, polski przedsiębiorca (ur. 1872)
  - Jaakow Jicchak Dan Landau, polski rabin, cadyk (ur. 1882)
- 1944 – Zygmunt Sioda, polski adwokat, polityk, poseł na Sejm RP (ur. 1889)
- 1945:
  - Roman Dziemieszkiewicz, polski porucznik NSZ (ur. 1918)
  - Onni Pellinen, fiński zapaśnik, trener (ur. 1899)
  - Witold Wyspiański, polski geolog, pedagog, polityk, poseł do KRN (ur. 1886)
- 1946 – Sylwester Dybczyński, polski pedagog, polityk, senator RP (ur. 1878)
- 1947:
  - John Joseph Cantwell, amerykański duchowny katolicki, arcybiskup Los Angeles pochodzenia irlandzkiego (ur. 1874)
  - Paul Dietel, niemiecki mykolog, pedagog (ur. 1860)
  - Jurij Kłen, ukraiński poeta, historyk literatury, tłumacz pochodzenia niemieckiego (ur. 1891)
  - Iwan Kriwoziercew, rosyjski chłop, świadek zbrodni katyńskiej (ur. 1915)
- 1948:
  - Ferdinand Glaser, niemiecki funkcjonariusz i zbrodniarz nazistowski (ur. 1912)
  - Lorenz Landstorfer, niemiecki funkcjonariusz i zbrodniarz nazistowski (ur. 1914)
  - Edmund Zdrojewski, niemiecki funkcjonariusz i zbrodniarz nazistowski (ur. 1915)
- 1949 – Zofia Mellerowicz, polska aktorka, suflerka (ur. 1888)
- 1950:
  - Antoni Galikowski, polski franciszkanin, prowincjał (ur. 1879)
  - Boris Wierlinski, ukraiński szachista (ur. 1887)
- 1951 – Gustav Smedal, norweski prawnik, polityk (ur. 1888)
- 1952 – Patrick Sarsfield Manley, kanadyjski pilot wojskowy, as myśliwski (ur. 1895)
- 1953:
  - Erik Dahlström, szwedzki piłkarz (ur. 1894)
  - Imre Kálmán, węgierski kompozytor (ur. 1882)
- 1954:
  - Tadeusz Cybulski, polski prawnik, malarz, rzeźbiarz, scenograf, krytyk sztuki (ur. 1878)
  - Wilbur Shaw, amerykański kierowca wyścigowy (ur. 1902)
- 1955:
  - Stefan Hubicki, polski generał brygady, ginekolog, polityk, minister pracy i opieki społecznej (ur. 1877)
  - Erik Mellbin, szwedzki żeglarz sportowy (ur. 1901)
- 1956:
  - Pío Baroja, hiszpański pisarz (ur. 1872)
  - Władimir Fiłatow, ukraiński lekarz, chirurg, okulista (ur. 1875)
  - Daniił Kondratiuk, radziecki generał porucznik lotnictwa (ur. 1896)
  - Jacques Moeschal, belgijski piłkarz (ur. 1900)
- 1957:
  - José Patricio Guggiari, paragwajski adwokat, polityk, prezydent Paragwaju (ur. 1884)
  - Demetrio Korsi, panamski poeta, dziennikarz, dyplomata pochodzenia greckiego (ur. 1899)
  - Daniel Rodich-Laskowski, polski ziemianin, prawnik, urzędnik państwowy (ur. 1884)
- 1958 – Rose Macaulay, brytyjska pisarka (ur. 1881)
- 1959:
  - Eber Landau, łotewski lekarz pochodzenia żydowskiego (ur. 1878)
  - Jim Mollison, szkocki pilot (ur. 1905)
- 1961:
  - Luigi Einaudi, włoski ekonomista, dziennikarz, polityk, prezydent Włoch (ur. 1874)
  - Margherita Sarfatti, włoska dziennikarka pochodzenia żydowskiego (ur. 1880)
- 1962:
  - Yvette Andréyor, francuska aktorka (ur. 1891)
  - August Reichensperger, niemiecki entomolog, wykładowca akademicki (ur. 1878)
- 1963:
  - Domhnall Ua Buachalla, irlandzki kupiec, polityk (ur. 1866)
  - Hugh O’Flaherty, irlandzki duchowny katolicki (ur. 1898)
  - Aleksy Zarycki, ukraiński duchowny greckokatolicki, błogosławiony (ur. 1913)
- 1964 – Luciano Savorini, włoski gimnastyk (ur. 1885)
- 1965 – Paul Grümmer, niemiecki wiolonczelista, gambista (ur. 1879)
- 1966 – Stanisław Małek, polski generał brygady (ur. 1895)
- 1967:
  - Jan Cieśliński, polski architekt (ur. 1899)
  - Julien Duvivier, francuski reżyser filmowy (ur. 1896)
- 1968:
  - Rose Wilder Lane, amerykańska pisarka, dziennikarka (ur. 1886)
  - Francisco Mendéz, hiszpański kapitan, działacz komunistyczny (ur. 1891)
  - Ramón Novarro, meksykański aktor (ur. 1899)
  - Tadeusz Starostecki, polski pisarz, dziennikarz (ur. 1910)
- 1969:
  - Józef Kobyłecki, polski generał brygady (ur. 1894)
  - Tony Sbarbaro, amerykański perkusista jazzowy pochodzenia włoskiego (ur. 1897)
  - Zdzisław Skowroński, polski pisarz, scenarzysta filmowy (ur. 1909)
- 1970:
  - Heinrich Blücher, niemiecki filozof marksistowski, poeta (ur. 1899)
  - Stefan Dybowski, polski polityk, wojewoda kielecki i białostocki, minister kultury i sztuki (ur. 1903)
  - Ola Lilith, polsko-amerykańska piosenkarka, aktorka pochodzenia żydowskiego (ur. 1906)
- 1971:
  - Mack Ray Edwards, amerykański pedofil, seryjny morderca (ur. 1918)
  - Tadeusz Novák, polski inżynier rolnik, polityk, poseł na Sejm RP (ur. 1895)
- 1972:
  - Helena Grażyńska, polska działaczka społeczna i niepodległościowa, instruktorka harcerska, harcmistrzyni (ur. 1895)
  - Cengaver Katrancı, turecki uczeń, ofiara Muru Berlińskiego (ur. 1964)
  - Jerzy Lewi, polsko-szwedzki szachista pochodzenia żydowskiego (ur. 1949)
  - Stasys Pupeikis, litewski polityk komunistyczny (ur. 1905)
  - Maria Zandbang, polska jeźdźczyni sportowa (ur. 1886)
- 1973:
  - Henryk Kozłowski, polski specjalista budowy maszyn elektrycznych, wykładowca akademicki (ur. 1901)
  - Dawid Liwszic, izraelski polityk (ur. 1897)
- 1974:
  - Jakob Reich, szwajcarski strzelec sportowy (ur. 1890)
  - Klara Sarnecka, polska aktorka (ur. 1897)
- 1975:
  - Gustav Ludwig Hertz, niemiecki fizyk, laureat Nagrody Nobla pochodzenia żydowskiego (ur. 1887)
  - Andrés Mazali, urugwajski piłkarz, bramkarz (ur. 1902)
- 1977:
  - Renato Curi, włoski piłkarz (ur. 1953)
  - Stepan Łenkawski, ukraiński działacz nacjonalistyczny (ur. 1904)
- 1978:
  - Marian Melman, polski reżyser teatralny, aktor pochodzenia żydowskiego (ur. 1900)
  - Wilhelm Sebastian, niemiecki kierowca wyścigowy, mechanik samochodowy (ur. 1903)
- 1979:
  - Janusz Biernacki, polski polityk, poseł na Sejm PRL (ur. 1923)
  - Wiesław Dzielski, polski prawnik, działacz spółdzielczy (ur. 1916)
  - Rachele Mussolini, Włoszka, żona Benito (ur. 1890)
  - Wiaczesław Naumienko, rosyjski generał lejtnant, emigrant (ur. 1883)
  - Barnes Wallis, brytyjski inżynier lotnictwa, naukowiec, wynalazca (ur. 1887)
- 1980:
  - Mohammad Hosejn Fahmide, irański ochotnik, bohater narodowy (ur. 1867)
  - Heinz Schmitt, niemiecki związkowiec, samorządowiec, polityk (ur. 1920)
- 1981:
  - Elijjahu Eljaszar, izraelski lekarz, polityk (ur. 1899)
  - Lew Jenkins, amerykański bokser (ur. 1916)
  - Władysław Wiro-Kiro, polski hokeista, piłkarz, trener hokejowy, sędzia piłkarski, działacz sportowy (ur. 1904)
- 1982:
  - Marian Killar, polski pułkownik lekarz, wykładowca akademicki, żołnierz ZWZ/AK (ur. 1918)
  - Iryna Wilde, ukraińska pisarka (ur. 1907)
- 1983:
  - Stefan Lichański, polski pisarz, krytyk literacki (ur. 1914)
  - Jerzy Wiśniewski, polski historyk, genealog (ur. 1928)
- 1984:
  - William D’Amico, amerykański bobsleista (ur. 1910)
  - Anna Rynkowska, polska historyk, archiwistka (ur. 1903)
- 1985 – Edgar Bruun, norweski lekkoatleta, chodziarz (ur. 1905)
- 1986:
  - Otto Knefler, niemiecki piłkarz, trener (ur. 1923)
  - Andrzej Markowski, polski kompozytor, dyrygent (ur. 1924)
- 1987:
  - Joseph Campbell, amerykański mitoznawca, religioznawca, pisarz, myśliciel (ur. 1904)
  - Erich Frost, niemiecki muzyk, kompozytor, nadzorca Biura Oddziału Towarzystwa Strażnica w Niemczech (ur. 1900)
- 1988 – Francisco Rodrigues, brazylijski piłkarz (ur. 1925)
- 1989:
  - Aristid Lindenmayer, węgierski biolog, wykładowca akademicki (ur. 1925)
  - Tadeusz Obara, polski generał brygady (ur. 1922)
  - Raymond Offner, francuski koszykarz (ur. 1927)
- 1990:
  - Craig Russell, kanadyjski aktor (ur. 1948)
  - Piroska Szekrényessy, węgierska łyżwiarka figurowa (ur. 1916)
  - Adam Uziembło, polski generał brygady, matematyk (ur. 1906)
- 1991:
  - Erwin Lange, niemiecki związkowiec, polityk (ur. 1914)
  - Eugeniusz Wałaszek, polski aktor (ur. 1926)
- 1992:
  - Artur Eisenbach, polski historyk pochodzenia żydowskiego (ur. 1906)
  - Aleksandr Uszakow, radziecki starszy porucznik (ur. 1920)
- 1993:
  - Paul Grégoire, kanadyjski duchowny katolicki, arcybiskup metropolita Montrealu, kardynał (ur. 1911)
  - Louis B. Heller, amerykański polityk (ur. 1905)
  - Pauli Jørgensen, duński piłkarz (ur. 1905)
  - Jacques Koslowsky, litewsko-francuski malarz (ur. 1904)
- 1994:
  - Nicolas Georgescu-Roegen, amerykański ekonomista, wykładowca akademicki pochodzenia rumuńskiego (ur. 1906)
  - Tadeusz Świątkowski, polski matematyk, wykładowca akademicki (ur. 1933)
- 1995:
  - Paolo Alatri, włoski historyk, marksista, wykładowca akademicki (ur. 1918)
  - Jadwiga Chamiec, polska pisarka, autorka książek i słuchowisk dla dzieci i młodzieży (ur. 1900)
  - Jadwiga Konarska, polska polityk, poseł na Sejm PRL (ur. 1919)
  - Władysław Pawlina, polski polityk, poseł na Sejm PRL (ur. 1911)
- 1996 – Roberto Belangero, brazylijski piłkarz (ur. 1928)
- 1997:
  - Samuel Fuller, amerykański reżyser filmowy (ur. 1912)
  - Aleksandr Izosimow, rosyjski bokser (ur. 1939)
- 1998 – Apo Lazaridès, francuski kolarz szosowy (ur. 1925)
- 1999:
  - Ratko Čolić, serbski piłkarz (ur. 1918)
  - Maigonis Valdmanis, łotewski koszykarz (ur. 1933)
- 2000 – Steve Allen, amerykański aktor, komik (ur. 1921)
- 2001:
  - John Lilly, amerykański psychiatra, psychoanalityk, filozof, pisarz (ur. 1915)
  - Yoritsune Matsudaira, japoński kompozytor (ur. 1907)
- 2002:
  - Juan Antonio Bardem, hiszpański reżyser i scenarzysta filmowy (ur. 1922)
  - Jam Master Jay, amerykański didżej (ur. 1965)
  - Genowefa Kocańda, polska polityk, poseł na Sejm PRL (ur. 1927)
- 2003:
  - Börje Leander, szwedzki piłkarz (ur. 1918)
  - Steve O’Rourke, brytyjski menedżer muzyczny, kierowca wyścigowy (ur. 1940)
- 2004:
  - Rudolf Baudis, czeski lekkoatleta, skoczek wzwyż (ur. 1947)
  - Peggy Ryan, amerykańska aktorka (ur. 1924)
- 2005:
  - Tetsuo Hamuro, japoński pływak (ur. 1917)
  - Daniel Kac, polski pisarz pochodzenia żydowskiego tworzący w języku jidysz (ur. 1908)
- 2006:
  - Clifford Geertz, amerykański antropolog, wykładowca akademicki (ur. 1926)
  - Irena Kąkol, polska spikerka radiowa, uczestniczka powstania warszawskiego (ur. 1923)
  - Zofia Warczygłowa-Piotrowska, polska bibliotekarka (ur. 1914)
- 2007:
  - Wiktor Budzyński, polski producent filmowy (ur. 1921)
  - Leszek Giec, polski kardiolog (ur. 1928)
  - Robert Goulet, francuski aktor (ur. 1933)
  - Ramiz Mirzəyev, azerski działacz sportowy (ur. 1954)
  - Srđan Mrkušić, chorwacki piłkarz, bramkarz (ur. 1915)
  - John Woodruff, amerykański lekkoatleta, średniodystansowiec (ur. 1915)
- 2008:
  - Walentin Bubukin, rosyjski piłkarz, trener (ur. 1933)
  - Daniela Buza, polska chemik, wykładowczyni akademicka (ur. 1930)
  - Regina Schöpf, austriacka narciarka alpejska (ur. 1935)
- 2009:
  - Juvenal Amarijo, brazylijski piłkarz (ur. 1923)
  - Hans Bay, niemiecki polityk (ur. 1913)
  - Stanisław Kluska, polski geodeta (ur. 1930)
  - Claude Lévi-Strauss, francuski antropolog, socjolog, filozof, wykładowca akademicki pochodzenia żydowskiego (ur. 1908)
  - Howie Schultz, amerykański koszykarz, baseballista, trener koszykarski (ur. 1922)
- 2010:
  - Romano Bonagura, włoski bobsleista (ur. 1930)
  - Ryszard Czekała, polski reżyser filmów animowanych (ur. 1941)
  - Harry Mulisch, holenderski pisarz (ur. 1927)
- 2011:
  - Jonas Kubilius, litewski matematyk, wykładowca akademicki (ur. 1921)
  - Harold Wilensky, amerykański politolog, wykładowca akademicki (ur. 1923)
  - Gerard Zalewski, polski reżyser i scenarzysta filmowy (ur. 1932)
- 2013:
  - Michael Palmer, amerykański pisarz (ur. 1942)
  - Anca Petrescu, rumuńska architekt, polityk (ur. 1949)
  - Frank Wess, amerykański flecista i saksofonista jazzowy (ur. 1922)
- 2014:
  - Joe Brown, angielski piłkarz, trener (ur. 1929)
  - Thomas Menino, amerykański polityk, burmistrz Bostonu (ur. 1942)
- 2015:
  - Mel Daniels, amerykański koszykarz (ur. 1944)
  - Danuta Majewska, polska lekkoatletka, dyskobolka (ur. 1955)
  - Sinan Şamil Sam, turecki bokser (ur. 1974)
  - Monika Zbrojewska, polska prawnik, polityk, wiceminister sprawiedliwości (ur. 1972)
- 2016:
  - Justynian (Chira), rumuński duchowny prawosławny, arcybiskup (ur. 1921)
  - Betty Ann Kennedy, amerykańska brydżystka (ur. 1930)
  - Alicja Wyszyńska, polska aktorka (ur. 1936)
- 2017:
  - Kim Joo-hyuk, południowokoreański aktor (ur. 1972)
  - Amina Okujewa, ukraińska lekarka, wojskowa czeczeńskiego-polskiego pochodzenia (ur. 1983)
  - Eugène Parlier, szwajcarski piłkarz (ur. 1929)
- 2018:
  - Dawid Azulaj, izraelski polityk, minister spraw religijnych (ur. 1954)
  - Whitey Bulger, amerykański gangster, mafioso, seryjny morderca (ur. 1929)
  - Erika Mahringer, austriacka narciarka alpejska (ur. 1924)
  - Beverly McClellan, amerykańska muzyk, piosenkarka (ur. 1969)
- 2019:
  - Francis Irwin, amerykański duchowny katolicki, biskup pomocniczy Bostonu (ur. 1934)
  - Ercílio Turco, brazylijski duchowny katolicki, biskup Osasco (ur. 1938)
- 2020:
  - Maurice Arbez, francuski skoczek narciarski (ur. 1944)
  - Ricardo Blume, peruwiański aktor (ur. 1933)
  - Agnieszka Fatyga, polska aktorka, piosenkarka, pianistka (ur. 1958)
  - Robert Fisk, brytyjski pisarz, dziennikarz, publicysta (ur. 1946)
  - Jean-Marie Le Chevallier, francuski samorządowiec, polityk, mer Tulonu, eurodeputowany (ur. 1936)
  - Ryszard Miazek, polski ekonomista, publicysta, prezes Telewizji Polskiej i Polskiego Radia (ur. 1945)
  - Jan Myrdal, szwedzki pisarz, krytyk literacki, reporter (ur. 1927)
  - Amfilochiusz (Radović), serbski biskup prawosławny (ur. 1938)
  - Ambrogio Ravasi, włoski duchowny katolicki, biskup Marsabit w Kenii (ur. 1929)
  - Nobby Stiles, angielski piłkarz, trener (ur. 1942)
  - Mesut Yılmaz, turecki polityk, premier Turcji (ur. 1947)
- 2021: 
  - Pepi Bader, niemiecki bobsleista (ur. 1941)
  - Aleksandra Bubicz-Mojsa, polska śpiewaczka operowa (sopran koloraturowy), pedagog muzyczna (ur. 1967)
  - Jacques Le Gall, francuski dowódca okrętu podwodnego (ur. 1921)
  - Basilio do Nascimento, wschodniotimorski duchowny katolicki, biskup Baucau (ur. 1950)
- 2022:
  - Dick Bradley, angielski żużlowiec (ur. 1924)
  - Alfred Gola, polski lekarz, specjalista chorób wewnętrznych, hematolog, profesor doktor habilitowany nauk medycznych (ur. 1928)
  - Maciej Kossowski, polski piosenkarz, trębacz, kompozytor (ur. 1937)
  - Ryszard Łaszewski, polski historyk prawa, wykładowca akademicki (ur. 1941)
  - Czesław Studnicki, polski piłkarz (ur. 1943)
  - Piotr Werner, polski sędzia piłkarski, promotor boksu (ur. 1949)
  - Lucyna Wiśniewska, polska neurolog, polityk, poseł na Sejm RP (ur. 1955)
  - Marek Wojtera, polski rolnik, przedsiębiorca, samorządowiec, polityk, poseł na Sejm RP (ur. 1963)
  - Stanisław Wykrętowicz, polski politolog, prawnik, wykładowca akademicki (ur. 1926)
- 2023:
  - Walter Adams, niemiecki lekkoatleta, średniodystansowiec (ur. 1945)
  - Henryk Bednarski, polski socjolog, wykładowca akademicki, polityk, minister edukacji narodowej (ur. 1934)
  - István Pásztor, serbski prawnik, polityk (ur. 1956)
- 2024:
  - Stanisław Białousz, polski inżynier geodeta, gleboznawca, profesor nauk technicznych (ur. 1938)
  - Giovanni Cianfriglia, włoski aktor (ur. 1935)
  - Jo Hye-jeong, południowokoreańska siatkarka (ur. 1953)
  - Arthur Moreira Lima, brazylijski pianista (ur. 1940)
  - Elisabeth Ohlson Wallin, szwedzka fotografka, artystka wizualna (ur. 1961)